# یولیکا (خواننده)
یولیکا (روسی: Елизаве́та Вальдема́ровна Иванци́в؛ زادهٔ ۲ ژوئیهٔ ۱۹۸۲) خواننده، تهیه‌کننده موسیقی، آهنگساز، مجری، بازیگر، و مجری تلویزیون اهل اوکراین است. وی از سال ۲۰۰۴ میلادی تاکنون مشغول فعالیت بوده‌است.